# Choristella marshalli
Choristella marshalli là một loài ốc biển, là động vật thân mềm chân bụng sống ở biển thuộc họ Lepetellidae.